# Aegeïsche beschaving
De Aegeïsche beschaving of Egeïsche beschaving is de prehistorische beschaving in Griekenland en rond de Aegeïsche Zee. Het werd vroeger de Myceense beschaving genoemd omdat het bestaan van deze beschavingen voor het eerst bij het publiek bekend werd na Heinrich Schliemanns opgravingen in Mycene vanaf 1876.
Volgens latere ontdekkingen was Mycene niet het centrum van de vroege (mogelijk ook niet de latere) Aegeïsche beschaving. Daarom wordt sindsdien doorgaans de meer algemene geografische aanduiding gebruikt.

## Tijdlijn
Tijdlijn voor de algehele Aegeïsche beschaving ter oriëntering van de Minoïsche beschaving: